# Paul Butterfield Blues Band
Paul Butterfield Blues Band (ibland kortat till Butterfield Blues Band) var ett amerikanskt bluesband, aktivt under 1960-talet och början av 1970-talet, där ett flertal av de stora amerikanska bluesartisterna har spelat. Gruppen bildades 1963 och fick skivkontrakt hos Elektra Records 1965. Samma år i juli spelade Mike Bloomfield, Jerome Arnold och Sam Lay från gruppen tillsammans med Bob Dylan på Newport Folk Festival under konserten då Dylan för första gången uppträdde med elektriska instrument. I oktober släpptes deras självbetitlade debutalbum. Efter deras andra album East-West lämnade Mike Bloomfield gruppen och bildade Electric Flag. Medlemmarna i gruppen skiftade mellan nästan varje album och en inriktning mot en blandning av blues och soulmusik började märkas på albumet In My Own Dream 1968. De medverkade på två av de kändaste amerikanska musikfestivalerna i USA under 1960-talet; Monterey Pop Festival (1967) och Woodstockfestivalen (1969). Gruppen upplöstes 1971 och Paul Butterfield gick vidare med andra projekt.
The Paul Butterfield Blues Band blev år 2015 invalda i Rock and Roll Hall of Fame.

## Medlemmar i urval
- Paul Butterfield – sång, munspel, gitarr, flöjt, piano (1963–1971)
- Michael Bloomfield – gitarr (1963–1967)
- Elvin Bishop – gitarr (1963–1968)
- Jerome Arnold – basgitarr (1963–1967)
- Sam Lay – trummor (1963–1966)
- Mark Naftalin – orgel, piano, keyboard (1963–1968)
- Billy Davenport – trummor (1966–1967)
- Bugsy Maugh – basgitarr, sång (1967–1971)
- Philip Wilson – trummor (1967–1971)
- David Sanborn – altsaxofon (1967–1971)
- Gene Dinwiddle – tenorsaxofon (1967–1971)
- Keith Jonson – trumpet (1970–1971)

## Diskografi
Studioalbum
- 1965 – The Paul Butterfield Blues Band
- 1966 – East-West
- 1967 – The Resurrection of Pigboy Crabshaw
- 1968 – In My Own Dream
- 1969 – Keep on Moving
- 1971 – Sometimes I Just Feel Like Smilin'
- 1972 – An Offer You Can't Refuse (inspelat 1963)
- 1995 – The Original Lost Elektra Sessions

Livealbum
- 1970 – Live
- 1995 – Strawberry Jam: Recorded Live 1966-1968
- 1996 – East-West Live
- 2013 – Live, Vol. 2

EP
- 1966 – I Got My Mojo Working
- 1968 – Walkin' Blues

Singlar
- 1966 – "Come On In" / "I Got a Mind to Give Up Living"
- 1967 – "Run Out of Time" / "One More Heartache"
- 1968 – "In My Own Dream" / "Got My Mojo Working"
- 1969 – "Where Did My Baby Go" / "In My Own Dream"
- 1970 – "Love March" / "Love Disease"